# Enemy of Women
Enemy of Women ist ein US-amerikanischer Propagandafilm von Alfred Zeisler aus dem Jahre 1944. Im Mittelpunkt des Geschehens steht der nationalsozialistische Minister für Volksaufklärung und Propaganda Joseph Goebbels, gespielt von Paul Andor.

## Handlung
Der Film beginnt im Vorspann mit folgender Zeile: „Die nachfolgende Geschichte entfaltet das Privatleben des größten Schurken unserer Zeit.“ Als Bildhintergrund sieht man das von alliierten Bombenangriffen schwer beschädigte Brandenburger Tor. Dazu erklingt preußische Marschmusik.
Berlin, Frühjahr 1943. Aus den Lautsprechern erschallt die schnarrende Stimme eines Sprechers des reichsdeutschen Rundfunks und plärrt Durchhalteparolen durch die Straßen der geschundenen und von alliierten Bombenangriffen schwer gezeichneten Reichshauptstadt. Während die Menschen die rauchenden und brennenden Trümmer beiseiteschieben, fährt ein Wagen vor. Es steigt aus: Dr. Joseph Goebbels, Reichspropagandaminister. Er betritt allein ein von Bombentreffern zerstörtes Gebäude und sinniert eine Weile vor sich hin. Dann setzt er sich auf einen Prunksessel, der das Bombeninferno unbeschadet überstanden hat.
Der Film blendet 18 Jahre zurück, in das Jahr 1925. Der Sessel steht an demselben Platz in einer prunkvollen Villa. Man erfährt, dass es sich dabei um die Residenz der Industriellenfamilie Quandt handelt, der der junge, erfolglose Schriftsteller Goebbels seine Aufwartung macht. Er will für den Chef des Hauses dort als Hauslehrer arbeiten, um sich finanziell über Wasser zu halten. Schon früh vermittelt er mit seinen Lehrmethoden Gedankengut vom arischen Übermenschen und der Herrenrasse, die zum Erobern geboren sei.
Eines Tages lernt Goebbels die junge, schöne, blonde Nachwuchsschauspielerin Maria Brandt kennen. Goebbels ist sofort von ihrem Liebreiz gefangen und verliebt sich in sie. Doch Maria weist seine Zuneigung zurück, als er sich ihr während einer Leseprobe zu William Shakespeares Romeo und Julia allzu stürmisch nähert und sie küssen will. Dabei fällt er rücklings hin. Maria lacht ihn aus. Als er dann noch von ihrem Vater, Oberst Brandt, des Hauses, in dem er Unterkunft gefunden hatte, verwiesen wird, ist Goebbels zutiefst gekränkt. Der Gedemütigte geht in die nächste Wirtschaft und spült seinen Frust mit Alkohol herunter. Dort bekommt er ein Flugblatt in die Hand, auf dem eine Rede eines gewissen Adolf Hitler im Münchner Herkules Auditorium zum Thema ‘Wir müssen die Ketten von Versailles brechen‘ angekündigt wird. Die einpeitschenden Worte des fanatischen Nachwuchspolitikers treffen bei Goebbels auf fruchtbaren Boden, und bald wird er ein glühender Bewunderer des selbsternannten ‘Führers‘.
Inzwischen formiert sich in der liberalen Presse Deutschlands erster Widerstand gegen Goebbels‘ hasserfüllte Hetztiraden. Der Wortführer für eine freie deutsche Presse ist der liberale Verleger Wallburg. Zu dieser Zeit, Ende der 20er Jahre, trifft Goebbels auch Maria Brandt wieder. Er konfrontiert sie mit seinen Verletzungen von damals, bemerkt, dass die Nazis über ein sehr gutes Gedächtnis verfügen und sagt ihr mit warnendem Unterton mitten ins Gesicht: „Heute lacht niemand mehr über Dr. Goebbels“. Als sie ihm antwortet, dass sich all ihre Hoffnung auf eine Schauspielkarriere nicht erfüllt hätten, ist er dennoch betroffen. Dann bricht der 30. Januar 1933 an…
Goebbels’ Protektion bringt Maria, die am Theater in Hannover engagiert ist, schließlich einen Filmvertrag von der UFA ein. Der Minister hat verfügt, dass sie die Hauptrolle in dem Film Königin für eine Nacht spielen soll. Doch die Hoffnung, dass sich die junge Schauspielerin nunmehr auch in ihn verlieben würde, erfüllt sich nicht. Diese hat einen jungen Arzt, Dr. Hans Träger, kennen gelernt, der sich als Untermieter bei ihrem Vater einquartiert hat. Während des Röhm-Putsches entgeht Goebbels nur knapp der eigenen Verhaftung, nachdem ihm gesteckt wurde, dass sein Name auf Heinrich Himmlers Todesliste steht. Goebbels selbst wiederum hat Himmler darum gebeten, einige seiner SS-Schergen zu dem mittlerweile pensionierten Oberst Brandt zu entsenden, um ihn ermorden zu lassen -- als späte Rache für die einst durch Brandt erlittene Schmach des Rauswurfs. Als Maria eine Audienz bei ihrem größten Bewunderer erhält, heuchelt dieser Betroffenheit über den Tod ihres Vaters. Dann verspricht er ihr eine Topkarriere beim Film, wenn sie seine Geliebte werden würde. Doch sie lehnt dieses Ansinnen brüsk ab. Daraufhin weist Goebbels seinen Referenten Hanke an, UFA-Chef Correll darüber zu informieren, dass eine Vertragsunterzeichnung mit Maria Brandt nicht länger erwünscht sei.
1937 in Wien. Maria trifft dort Dr. Träger wieder. Beide verlieben sich ineinander und heiraten. Eines Tages, der Anschluss Österreichs ist inzwischen vollzogen, muss Maria Träger nach Berlin reisen. Als sie nach Wien heimkehren will, verhindert Goebbels dies. Daraufhin reist ihr Mann zu beider viertem Hochzeitstag 1943 nach Berlin nach. Bald darauf wird er von der Gestapo verhaftet. Maria passt daraufhin Goebbels bei einem Krankenhausbesuch ab und erhält von ihm das Geständnis, dass er hinter Trägers Verhaftung steht. Er ringt ihr einen schmutzigen Handel ab. Träger komme in Freiheit und dürfe in die Schweiz ausreisen, wenn die mitreisende Maria an der Grenze umkehre und nach Berlin zurückfahre. Maria lässt sich darauf ein. Zurück in Berlin, flieht Maria bei einem alliierten Luftangriff nicht in den Bunker und stirbt, als eine Bombe ihr Haus trifft. Währenddessen hält Goebbels in dem zerbombten Haus, das er zu Beginn des Films betreten hat, erneut eine im Rundfunk übertragene Propagandaansprache voller Lügen. Der Film endet mit folgender Einblendung: „Events have proven you are a good liar but a bad prophet, Dr. Goebbels.“

## Produktionsnotizen
Dieser von einer winzigen, unabhängigen US-Produktionsfirma hergestellte, antinazistische Propagandafilm aus Hollywood ist aus mehreren Gründen von filmhistorischem Interesse. So handelt es sich dabei um die einzige US-Produktion, in der der Minister für Volksaufklärung und Propaganda, Joseph Goebbels, im Mittelpunkt des Geschehens steht. Die historisch belegten Fakten stehen allerdings weit hinter dem fiktiven Charakter des Films zurück.
Der jüdische Regisseur und Drehbuchautor Alfred Zeisler kannte Goebbels aus seiner Zeit als UFA-Produzent 1933 bis 1935 persönlich und verließ erst das Land, als er für die Produktionsfirma als nicht mehr tragbar galt. Er war somit in Hollywood als ausgewiesener Goebbels-Spezialist anerkannt. Daher ließ man bereits 1943 Zeisler eine psychologisierende Analyse über Goebbels in Form eines dokumentarischen Kurzfilmporträts unter dem Titel Dr. Joseph Goebbels – His Life and Loves herstellen. Im Jahr darauf schien Zeisler auch der richtige Mann für diesen Kinospielfilm über den berüchtigten Chefpropagandisten.
Hauptdarsteller Wolfgang Zilzer nannte sich in der Spätphase des Zweiten Weltkriegs Paul Andor, um seinen in Berlin lebenden Vater Max Zilzer nicht zu gefährden. Zu diesem Zeitpunkt (1944) war Vater Max jedoch bereits verstorben, was Wolfgang Zilzer aber erst nach Kriegsende erfuhr. Enemy of Women sollte der einzige Film im Exil bleiben, in dem Zilzer eine Hauptrolle erhielt.
Obwohl beide deutsch, wurden sowohl Zeisler als auch Zilzer in den USA geboren. Für sie bedeutete das Exil in den Vereinigten Staaten auch eine Heimkehr.
Aus nicht nachvollziehbaren Gründen wird Goebbels entgegen den Usancen im Deutschen Reich im Film nicht mit Joseph, sondern stets mit seinen beiden Vornamen Paul Joseph genannt.
Enemy of Women war der letzte Film des aus Deutschland und Österreich in die USA geflohenen Wiener Filmkomponisten Artur Guttmann und zugleich der erste Film des deutschen Cutters Wolfgang Loe Bagier im amerikanischen Exil.
Da Enemy of Women nie in einem deutschsprachigen Land gezeigt wurde, ist auch keine deutsche Synchronfassung vorhanden.

## Kritik
Das in New York erscheinende Emigrantenblatt Aufbau kritisierte scharf den fiktiven Charakter des Films: „[D]ieser Film, der vorgibt, das „Privatleben von Paul Joseph Goebbels“ zu zeigen, zeigt nur ein Nazideutschland aus der Perspektive des kleinen Moritz. Die sattsam bekannten historischen Tatsachen, die interessant genug sind, um zu einem spannenden Film verarbeitet werden zu können, werden umgelogen und eine Haupthandlung erfunden, in der sich eine kleine Schauspielerin aus Hannover Herrn Goebbels verweigert und dafür seinen Zorn einstecken muss. Alfred Zeisler hat sowohl das Buch geschrieben als auch die Regie geführt. Dass der Film budgetmässig billig ist, ist noch keine Rechtfertigung für seine Konfusion und Sinnlosigkeit.“
Kay Wenigers „Es wird im Leben dir mehr genommen als gegeben“ wies in der Biografie Wolfgang Zilzers auf die propagandistischen Intentionen dieser Produktion hin. Enemy of Women sei eine „leicht als Propaganda-Coup zu deutende[n] Pseudo-Biografie des Goebbels-Kenners Alfred Zeisler“ und merkte auf derselben Seite an: „Zilzers Propagandaminister erscheint hier als ein rachsüchtiger, unkontrollierter und mit starken Minderwertigkeitskomplexen behafteter Frauenhasser, der bei Zurückweisung schnell die Fassung verliert.“